# Live at The Palace
Live at The Palace 2008 – pierwsze wydanie DVD zespołu post-gruge Three Days Grace. Zespół Three Days Grace zadedykował te DVD, ku pamięci dla ich managera i przyjaciela Stuarta Sobola. 

## Lista utworów
1. "Animal I Have Become" – 6:38
2. "Pain" – 4:12
3. "Just Like You" – 5:00
4. "Let It Die" – 5:06
5. "Wake Up" – 4:38
6. "I Hate Everything About You" – 5:53
7. "Rooster" – 5:15 (Alice in Chains cover)
8. "Riot" – 7:15
9. "Get Out Alive" – 5:56
10. "Never Too Late" – 4:33
11. "Scared" – 5:51
12. "Gone Forever" – 3:30
13. "Home" – 15:51 (Zawiera werset z utworu Hey Man, Nice Shot zespołu Filter)
14. "It's All Over" (wersja studyjna, podczas czołówki)

Film z koncertu zawiera ekskluzywne ujęcia za kulisami z członkami zespołu.

## Skład osobowy
- Adam Gontier - Wokal, Gitara
- Neil Sanderson - Wokal, Perkusja
- Brad Walst - Wokal, Bass
- Barry Stock - Gitara
- Michael Drumm - Reżyser, Producent, Montaż
- Stuart Sobol, Nicki Loranger - Producent wykonawczy, Zarządzanie
- Stacy Kanter, Dan Mackta - Co Producent wykonawczy
- Michael Tedesco - A&R
- Michael Spencer - Montaż
- Jay Chapman - Producent
- Howard Benson - ProducentAudio
- Mike Plotnikoff - Mikser
- Harsukazu Inagaki, Brendan Dekora - Assistant Engineers
- Paul Decarli - Digital Editing
- Jason McDaniel, JP Manza - Interstitial Audio Mixing, Soundtrack Editing
- Timothy Powell - Live Audio Recording Producer/Engineer
- Dan Glomski, Darren Styles, Nick Smith - Audio Record Crew
- Mike Filsinger - Oświetlenie
- David Rhoades - The Palace: Broadcast Facilities Coordinator
- Dan Brown - Chief Engineer
- Tom Step - Korekta koloru
- Jim Sobczak - Reżyser techniczny
- Gary Mclenon, Tony Chrobak, Mark Gomez, Doug Maguire, Matt Regimbal, Steve Biondo, Kevin Bovee, Dave McNutt - Kamera
- Mike Abdejia - Jib Kamera
- Chris Berkenkamp, Jay Chapman - Kamera B-roll
- Paul Culler, Scott Edeid - Engineer in Charge
- Bob Stapleton, Kyle Clements, Victor Navarro, Keith Anderson - Video Technicians
- Mark Gavras - Nagranie
- Eddie Bush - A1
- Brian Porter - A2
- Kirk Erdmann Jr. - Dolly Grip
- Morgan Rhoades, Steven Marleau, Anthony Chrobak, Kevin Lukas - Utility
- Christine Ramsey - Asystent produkcji
- Peter Kimball - Mobile Video Production Facility
- Kristen Pierson - zdjęcia